# Полярная звезда (альманах, 1832)
«Поля́рная звезда́» («Полярная звезда. Карманная книжка для любителей и любительниц чтения на 1832 год») — литературный альманах, изданный И. Н. Глухарёвым в Москве в 1832 году. Бо́льшую часть сборника составили произведения малоизвестных московских студентов.

## История
На исходе 1820-х — начале 1830-х годов, в разгар «альманашной эпохи», когда в России стал распространяться интерес к отечественной словесности, деятельное увлечение литературой проникло в среду московского студенчества. Многие учащиеся Московского университета и Медико-хирургической академии, среди которых были заметны, например, И. Н. Глухарёв, Ф. Н. Соловьев, М. И. Воскресенский, С. М. Любецкий, сочиняли стихи, посвящали их друг другу, издавали в альманахах, которые сами же и выпускали. В группе начинающих литераторов и альманашников одним из самых активных был Иван Глухарёв. 15 января 1831 года он издал «Северное сияние. Альманах на 1831 год», в конце года выпустил «Цинтию», альманах на 1832 год, а уже 15 января 1832 года на свет появился очередной сборник, «Полярная звезда. Карманная книжка для любителей и любительниц чтения на 1832 год». Название для этой книжки Глухарёв позаимствовал у полюбившегося читателям знаменитого альманаха К. Рылеева и А. Бестужева-Марлинского. За такую неразборчивость при продвижении издания Николай Полевой в своей рецензии назвал «Полярную звезду» «самозванкой».

## Участники альманаха
Основными вкладчиками «Полярной звезды», видимо, стали московские знакомые Глухарёва. В альманахе содержатся произведения Ф. Н. Соловьёва, семейству которого Глухарёв посвящал «Северное сияние» (напечатан стихотворный драматический рассказ «Издатели альманаха» и др.). Студент медико-хирургической академии С. М. Любецкий (Вяземский) опубликовал эссе «В альбом другу». Вошли в альманах стихи вольнослушателя университета Д. И. Штейнберга, Ф. А. Алексеева, Д. И. Серкова, П. И. Иноземцева, отрывки из водевиля «Телеграф» И. Е. Тюрина, другие произведения авторов, названных В. Г. Белинским «сочинителями пятнадцатого класса». Однако составителю удалось получить для сборника и несколько произведений писателей, чьи имена могли привлечь внимание публики. В состав участников альманаха входят А. Ф. Вельтман, В. А. Ушаков, декабрист Ф. Н. Глинка. 
Можно отметить участие в альманахе М. И. Воскресенского, анонимного автора «Евгения Вельского» — довольно популярной в ту пору пародии-подражания роману А. С. Пушкина «Евгений Онегин». В «Полярной звезде» были напечатаны отрывки четвёртой главы «Вельского» и повесть «Журнал молодого повесы».
Также в число авторов альманаха входил и сам составитель, пополнивший собранный материал более чем десятком собственных стихотворений.

## Критика
«Полярная звезда» на 1832 год была замечена крупнейшими литературными журналами своего времени и получила от них разгромнейшую критику. Н. А. Полевой в «Московском телеграфе» сообщил, что издатели «самозванки» «совершенно лишены не только вкуса, но и разборчивости», а выходившая при «Телескопе» «Молва» сочла, что в глухарёвском альманахе «всё вообще ознаменовано печатью детской незрелости».
Тем не менее, историк Абрам Рейтблат, занимавшийся изучением «низовой» литературы XIX века, полагает, что такое единодушие «высокой» журналистики не стоит приписывать лишь сомнительными художественными достоинствами публиковавшихся произведений. Эту словесность, по его мнению, следует рассматривать «не как „плохую“ литературу, а как другой слой литературы, отражающий вкусы „третьесословных“ читателей».
Как и абсолютное большинство «низовых» альманахов, «Полярная звезда» вышла только один раз. Но, хотя «Звезда» на 1832 год была первой и последней, уже через несколько месяцев Глухарёв выпустил следующий сборник — «Улыбку весны. Альманах на 1832 год».